# Estremadura

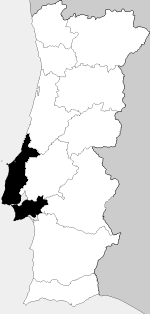
Province Estremadura, 1936

Estremadura je název historického území a provincie v Portugalsku. Obdobný název a etymologii má španělská autonomní Extremadura, která ovšem s portugalskou Estremadurou ani nesousedí.
Provincie Estremadura vznikla ve středověku při recounquistě Portugalska. Název byl odvozen z latinského Extrema Durii, což označovalo dobytá území jižně od řeky Douro. V průběhu dobývání, které postupovalo od severu, se označované území postupně ustálilo přibližně na okolí měst Coimbra, Leiria, Santarém, Lisabon a Setúbal, tedy území při dolním toku řeky Tejo. Hranice provincie se ovšem často měnily a koncem 19. století tato jednotka pozbyla administrativního významu.
Provincie byla znovu zřízena reformou z roku 1936 na území dnešního distriktu Lisabon a části distriktů Setúbal a Leiria (celkem 29, nyní 31 obcí), které vznikly při zrušení provincií roku 1976.